# Gnalić
Gnalić je nenaseljeni otočić južno od Pašmana, u hrvatskom dijelu Jadranskog mora. Nalazi se ispred Pakoštana, oko 3 km jugozapadno od obale.
Površina otoka je 5077 m2, duljina obalne crte 272 m, a visina 8 metara. Ovalnog je oblika, dimenzija 90 x 70 metara.

## Vanjske poveznice
|  | Zajednički poslužitelj ima još gradiva o temi Gnalić |